# Liste des maires d'Aubervilliers
La liste des maires d'Aubervilliers présente la liste des maires de la commune française d'Aubervilliers, située dans le département de la Seine-Saint-Denis en région Île-de-France.

## L'Hôtel de ville

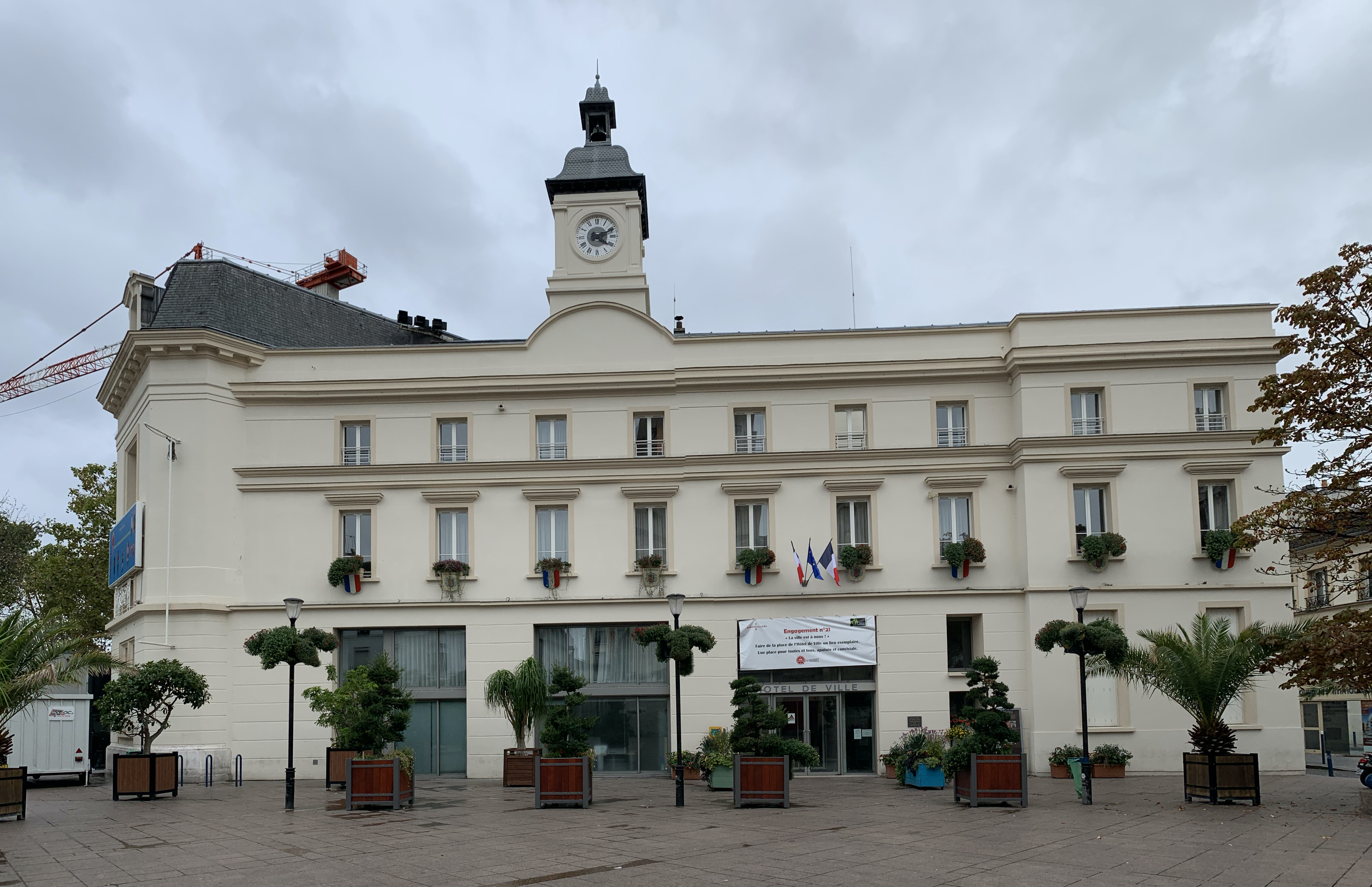
Façade principale.
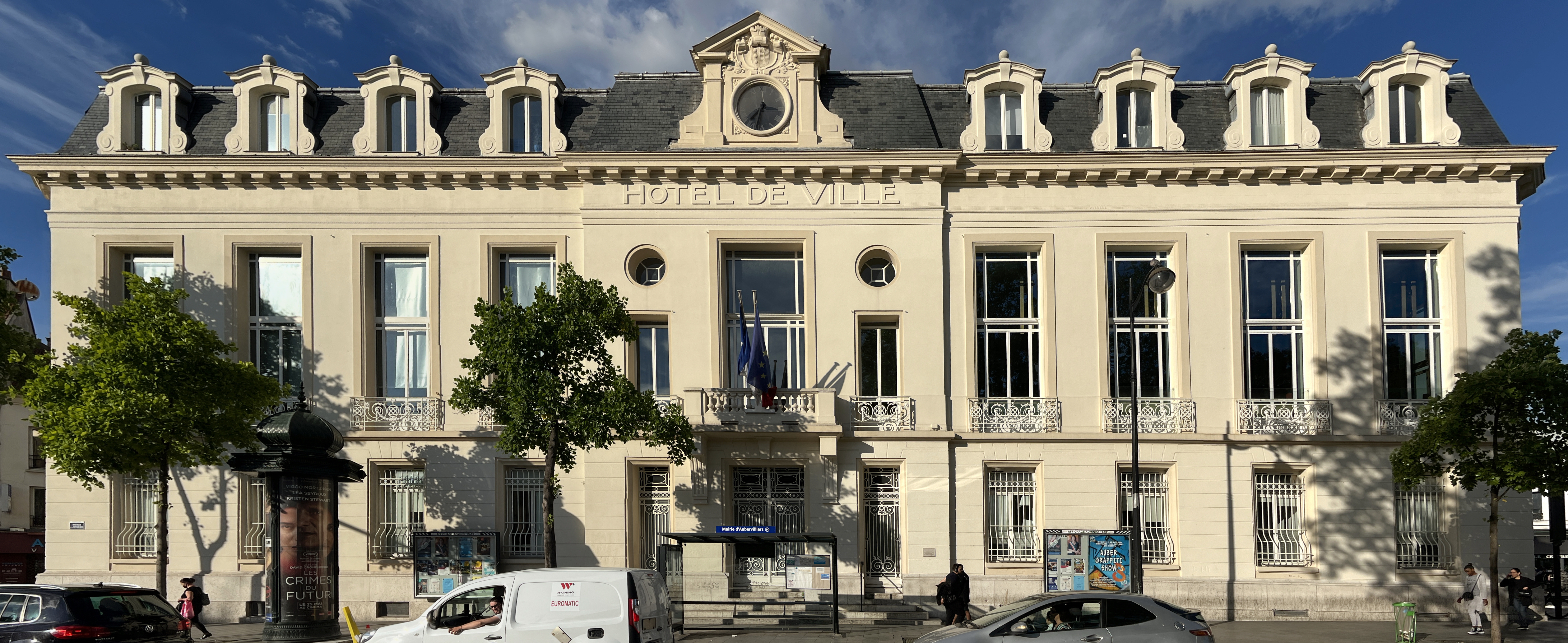
Façade sur l'avenue de la République.
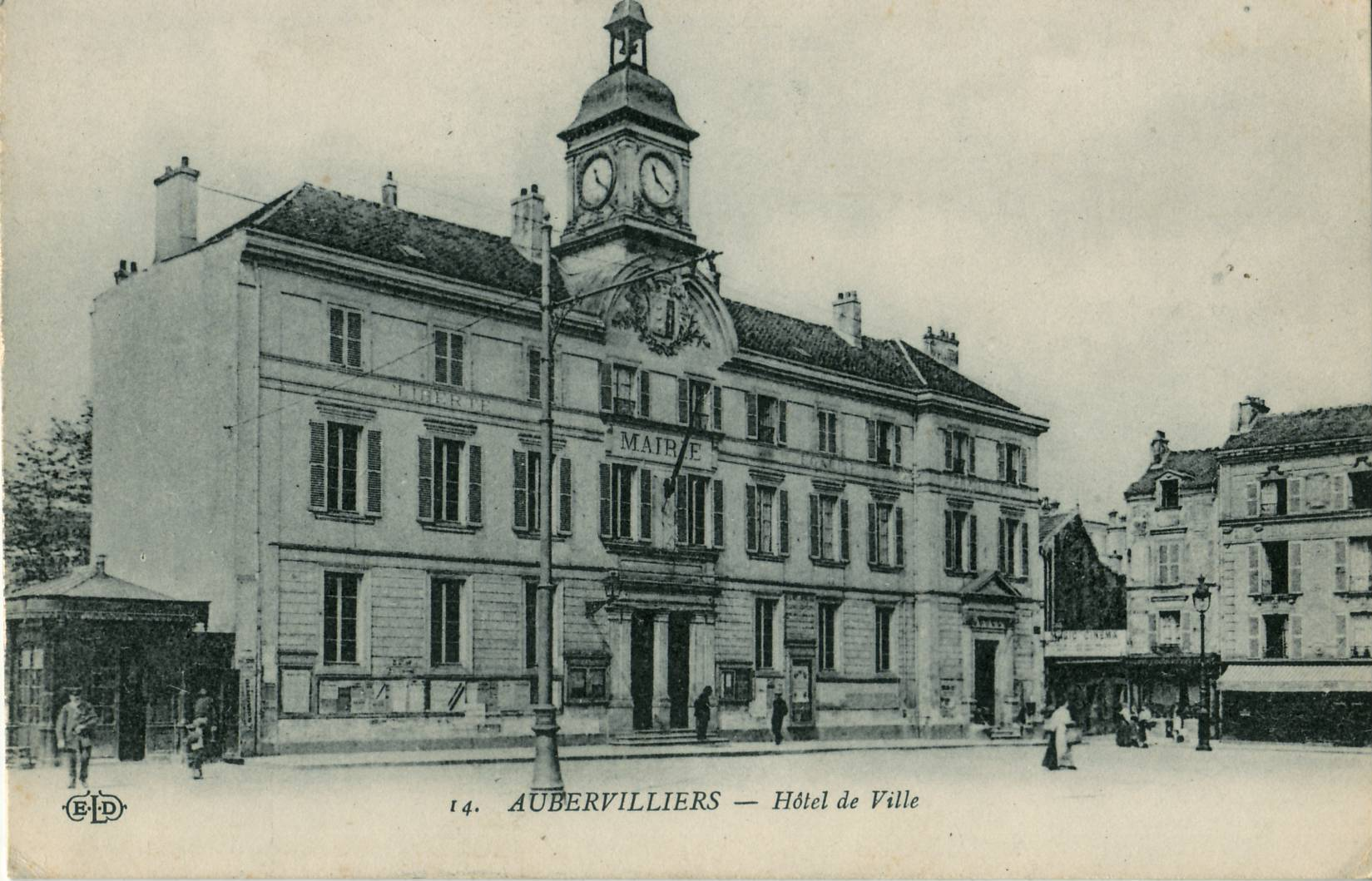
La mairie avant 1915.

## Liste des maires

### Entre 1790 et 1944
| Période          | Période          | Identité                   | Étiquette   | Qualité |
| ---------------- | ---------------- | -------------------------- | ----------- | --- |
| 1790             | 1791             | Nicolas Lemoine            |             | |
| 1791             | 1793             | Jean-Louis Hemet           |             | |
| 1793             | 1795             | Jean-Joseph Delehet        |             | |
| 1795             | 1795             | Nicolas Poisson            |             | |
| 1795             | 1799             | Jean-Louis Hemet           |             | |
| 1799             | 1800             | Louis Demars               |             | |
| 1800             | 1815             | Denis-Nicolas Demars       |             | |
| 1815             | 1816             | Denis-Hubert de Francottay |             | |
| 1816             | 1816             | Antoine-Joseph Gallet      |             | Banquier |
| 1816             | 1826             | Pierre-Nicolas Codieu      |             | Notaire |
| 1826             | 1830             | Auguste Loyer              |             | |
| 1830             | 1848             | Jean Lemoine               |             | |
| 1848             | 1848             | Félix Reuillet             |             | |
| 1848             | 1860             | Georges-Étienne Demars     |             | |
| 1860             | 1865             | Son Dumarais               |             | |
| 1865             | 1870             | Joigneaux                  |             | |
| 1870             | 1871             | Isidore Porce              |             | |
| 1871             | 1878             | Toussaint Bordier          |             | |
| 1878             | 1881             | Jean-Jules Schaeffer       |             | |
| 1881             | 17 mai 1884      | Jean-François Crozier      |             | |
| 17 mai 1884      | 14 mai 1904      | Achille Domart             | Républicain | Propriétaire, conseiller d'arrondissement Conseiller général de la Seine (1893 → 1904) Une rue de la commune porte son nom (cf. Rue Achille-Domart)       |
| 14 mai 1904      | 3 octobre 1905   | Louis Fourrier             |             | Mandat écourté à la suite de la dissolution du conseil municipal                                                                                          |
| 3 octobre 1905   | 17 novembre 1905 | Amédée Duval               |             | Président de la délégation spéciale |
| 17 novembre 1905 | 10 décembre 1919 | Christophe Poisson         |             | |
| 10 décembre 1919 | 26 février 1923  | Michel Georgen             | SFIO        | Doreur sur cuir Mandat écourté à la suite de la dissolution du conseil municipal                                                                          |
| 26 février 1923  | 9 mars 1923      | Louis Brun                 |             | Président de la délégation spéciale |
| 9 mars 1923      | 5 juillet 1940   | Pierre Laval               | Soc.ind.    | Avocat, ministre Président du Conseil (1931 → 1932 et 1935 → 1936) Sénateur du Puy-de-Dôme (1936 → 1940)                                                  |
| 5 juillet 1940   | 1942             | Pierre Laval               |             | Avocat Membre puis chef du Gouvernement de Vichy (1940 → 1944) Nommé président de la délégation spéciale Nommé maire le 9 mai 1941 par le régime de Vichy |
| 1942             | 1944             | Louis Pagès                |             | Vice-président de la délégation spéciale |

### Depuis 1944
Depuis la Libération, neuf maires se sont succédé à la tête de la commune.
| Période          | Période                    | Identité         | Étiquette | Qualité |
| ---------------- | -------------------------- | ---------------- | --------- | --- |
| 19 août 1944     | 13 novembre 1944           | Armand Lavie     |           | Boulanger Président de la délégation spéciale (Comité local de libération) |
| 13 novembre 1944 | 3 février 1953             | Charles Tillon   | PCF       | Ajusteur, résistant Ministre (1944 → 1947) Député de la Seine (1936 → 1940 et 1944 → 1947) Maire provisoire du 13 novembre 1944 au 5 mai 1945 Démissionnaire                                              |
| 3 février 1953   | 29 octobre 1957            | Émile Dubois     | PCF       | Ouvrier gazier Conseiller général de la Seine (1953 → 1957) Décédé en fonction |
| 13 novembre 1957 | 31 mai 1984                | André Karman     | PCF       | Fraiseur Conseiller général de la Seine (1957 → 1967) Conseiller général de la Seine-Saint-Denis (1967 → 1984) Décédé en fonction                                                                         |
| 8 juin 1984      | 29 mars 2003               | Jack Ralite      | PCF       | Journaliste Ministre (1981 → 1984) Député de la Seine-Saint-Denis (1973 → 1981) Sénateur de la Seine-Saint-Denis (1995 → 2011) Démissionnaire                                                             |
| 29 mars 2003     | 22 mars 2008               | Pascal Beaudet   | PCF       | Instituteur |
| 22 mars 2008     | 5 avril 2014               | Jacques Salvator | PS        | Cadre administratif - Médecin de formation |
| 5 avril 2014,    | 21 janvier 2016,           | Pascal Beaudet   | PCF       | Instituteur Conseiller général d'Aubervilliers-Est (2011 → 2015), Conseiller départemental d'Aubervilliers (2015 → 2021) Démissionnaire                                                                   |
| 21 janvier 2016  | 4 juillet 2020             | Meriem Derkaoui  | PCF       | Cadre territoriale - Juriste de formation Conseillère départementale d'Aubervilliers (2015 → 2021) Vice-présidente du conseil départemental (2015 → 2021) Vice-présidente de Plaine Commune (2014 → 2016) |
| 4 juillet 2020   | En cours (au 17 mars 2022) | Karine Franclet  | UDI       | Principale de collège Conseillère régionale d'Île-de-France (2015 → 2021) Conseillère départementale d'Aubervilliers (2021 → ) Vice-présidente de Plaine Commune (2020 → )                                |

## Conseil municipal actuel
Les 53 sièges composant le conseil municipal ont été pourvus le 28 juin 2020 à l'issue du second tour. Actuellement, il est réparti comme suit : 